# Cattleya dayana
Cattleya dayana là một loài thực vật có hoa trong họ Lan. Loài này được Rolfe mô tả khoa học đầu tiên năm 1902.